# Philipp Kopmajer
Philipp Kopmajer (* 17. August 1984 in Schladming) ist ein österreichischer Jazzmusiker (Schlagzeug, Perkussion, auch Gesang).

## Leben und Wirken
Kopmajer, der in Bad Aussee aufwuchs, begann bereits mit vier Jahren, Trommeln zu spielen. Als Jugendlicher gehörte er zu Juvavum Brass. Nach seinem Studium an der Universität für Musik und darstellende Kunst Graz schloss er 2009  mit dem Master in Gesangs- und Instrumentalpädagogik ab; er absolvierte auch Masterclasses bei Efrain Toro, Jeff Hamilton, Terry Lyne Carrington und Joe Porcaro. 
Von 2005 bis 2011 gehörte Kopmajer zu Angela Tröndles Band Mosaik. Daneben trat er mit seiner Schwester, der Sängerin Simone Kopmajer, auf. Zwischen 2011 und 2016 war er Mitglied der Little Band from Gingerland, mit der zwei Alben entstanden, um dann im Michael Lagger Trio (Manuskript) zu wirken. Er gründete das Trio Flipside Tale mit Viola Hammer und Maximilian Ranzinger und sein Quartett Philipp Kopmajers Groove Lab. Weiterhin spielte er in der Lungau Big Band. 2022 legte er seine EP Two vor.
Kopmajer trat bei zahlreichen Festivals wie dem Nine Gates Festival (Peking), European Jazznights Oslo, Veneto Jazz Festival, South Florida Jazz oder dem Jazz Festival Athens auf. Unter anderem musizierte er mit Künstlern wie James Morrison, Philip Catherine, Randy Brecker, Johnny Griffin, Peter King und Boško Petrović (Jazz Gala). Er ist auch auf Alben von Nenad Vasilić, Tjaša Fabjančič, Reinhardt Winkler und The Little Band from Gingerland zu hören.
Kopmajer wirkt auch als Schlagzeugpädagoge und gab Meisterkurse bei JazzTulln und Jazz Is Back.

## Diskographische Hinweise
- Michael Lagger, Lukas Raumberger, Philipp Kopmajer, Clemens J. Setz: Mondphasen (Session Work Rec., 2019)
- HP Kirbisser, Philipp Kopmajer & Markus Pfeiler: Sounds of Earth (2023)